# Aretha in Paris
Aretha in Paris – koncertowy album muzyczny Arethy Franklin z 1968. Koncert został zarejestrowany 7 maja 1968 roku.

## Lista utworów
1. (I Can't Get No) Satisfaction
2. Don't Let Me Lose This Dream
3. Soul Serenade
4. Night Life
5. Baby, I Love You
6. Groovin'
7. (You Make Me Feel Like) A Natural Woman
8. Come Back Baby
9. Dr. Feelgood (Love Is a Serious Business)
10. Since You've Been Gone (Sweet Sweet Baby)
11. I Never Loved a Man (The Way I Love You)
12. Chain of Fools
13. Respect

## Wykonawcy
- Aretha Franklin – wokal, fortepian
- Carolyn Franklin – chórki
- Jerry Weaver – gitara
- Gary Illingworth – fortepian
- George Davidson – perkusja
- Ron Jackson – trąbka
- Charnessa Jones – chórki
- David Squire – saksofon
- Donald „Buck” Waldon – saksofon
- Donald Townes – trąbka
- Little John Wilson – trąbka
- Miller Brisker – saksofon
- Rene Pitts – trombone
- Rodderick Hicks – gitara basowa
- Russell Conway – trąbka
- Wyline Ivey – chórki